# Tadeusz Galiński

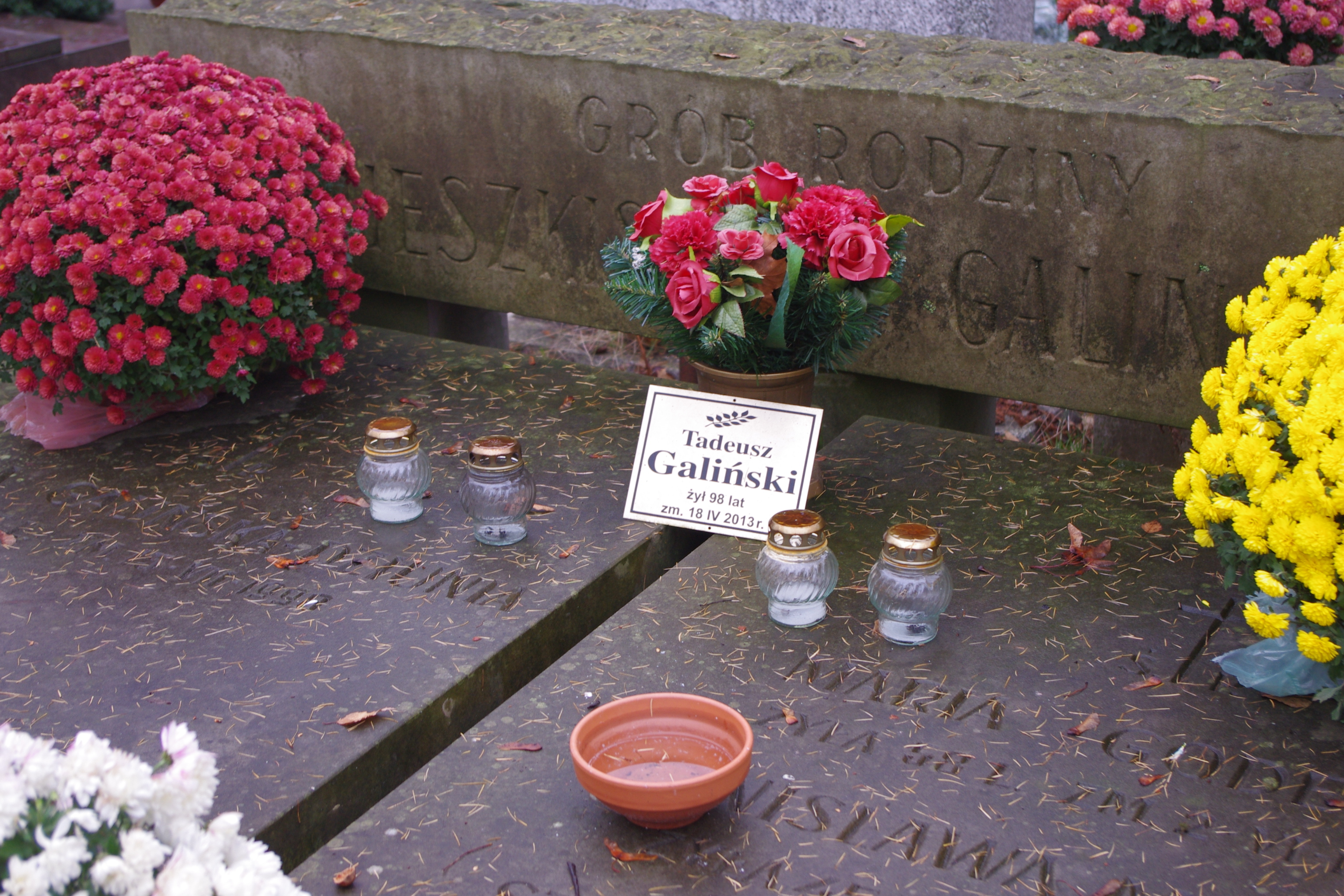
Grób ministra Tadeusza Galińskiego na Cmentarzu Wojskowym na Powązkach w Warszawie

Tadeusz Galiński (ur. 23 października 1914 w Przemyślu, zm. 18 kwietnia 2013 w Warszawie) – polski dziennikarz i polityk, w latach 1955–1956 prezes Stowarzyszenia Dziennikarzy Polskich, w latach 1958–1964 minister kultury i sztuki, członek Komisji Prasowej KC PPR i Komisji Prasowej KC PZPR.

## Młodość
Był synem Jadwigi i Antoniego. W II Rzeczypospolitej był harcerzem Związku Harcerstwa Polskiego oraz drużynowym 39 drużyny żeglarskiej w Warszawie. W latach 1938–1939 pracował jako technik w Państwowym Instytucie Telekomunikacyjnym. Od 1939 do 1942 przebywał w obozie jenieckim Stalag VI A, następnie do 1944 był monterem w jednej z warszawskich poczt.

## Działalność publiczna
Od 1945 do 1949 był organizatorem i redaktorem naczelnym „Trybuny Dolnośląskiej” we Wrocławiu, a następnie do 1954 był redaktorem naczelnym „Trybuny Robotniczej” w Katowicach. W okresie od września 1954 do listopada 1955 był przewodniczącym Komitetu do Spraw Radiofonii „Polskie Radio”. Od lutego 1955 do stycznia 1956 był przewodniczącym Stowarzyszenia Dziennikarzy Polskich. Od stycznia 1957 do lipca 1958 był zastępcą przewodniczącego Komitetu do Spraw Radiofonii „Polskie Radio”.
Od 2 lipca 1958 do 12 grudnia 1964 był ministrem kultury i sztuki w drugim i trzecim rządzie Józefa Cyrankiewicza. Od 1965 do lutego 1972 był prezesem Zarządu Głównego Robotniczej Spółdzielni Wydawniczej „Prasa”. W 1972 przeszedł na rentę.
Od marca 1945 należał do Polskiej Partii Robotniczej, a następnie od 1948 należał do Polskiej Zjednoczonej Partii Robotniczej. W okresie od 16 listopada 1955 do sierpnia 1956 był kierownikiem Wydziału Prasy, Radia i Wydawnictw Komitetu Centralnego PZPR, a następnie do stycznia 1957 zastępcą kierownika Wydziału Propagandy i Prasy. W okresie od marca 1959 do listopada 1968 był zastępcą członka KC PZPR, a w latach 1968–1971 był członkiem Centralnej Komisji Rewizyjnej.
Żonaty z Jadwigą Galińską z domu Mieszkis (1921-1998). Zmarł 18 kwietnia 2013 i 6 maja został pochowany na Cmentarzu Wojskowym na Powązkach (kwatera A 15, rząd 7, grób 14/15).

## Odznaczenia
- Order Sztandaru Pracy I klasy (1959)[7]
- Order Sztandaru Pracy II klasy (1955)[8]
- Krzyż Komandorski z Gwiazdą Orderu Odrodzenia Polski (1964)[9]
- Srebrny Krzyż Zasługi (1946)[10]
- Medal 10-lecia Polski Ludowej (1955)[11]
- Krzyż Wielki Orderu Orła Azteckiego Wstęgi I Klasy (Meksyk)[3]
- Odznaka honorowa "Za zasługi dla Gdańska" (1960)[12]